# Festuca pirinica
Festuca pirinica är en gräsart som beskrevs av Ivo Horvat och Markgr.-dann. Festuca pirinica ingår i släktet svinglar, och familjen gräs. Inga underarter finns listade i Catalogue of Life.